# أوبري دولار
أوبري دولار (بالإنجليزية: Aubrey Dollar)‏ مواليد 23 سبتمبر 1980 في رالي، مقاطعة ويك، الولايات المتحدة، هي ممثلة أمريكية بدأت مسيرتها الفنية عام 1992.

## وصلات خارجية
- أوبري دولار على موقع IMDb (الإنجليزية)
- أوبري دولار على موقع ألو سيني (الفرنسية)
- أوبري دولار على موقع أول موفي (الإنجليزية)
- أوبري دولار على موقع قاعدة بيانات الأفلام السويدية (السويدية)
- أوبري دولار على موقع قاعدة بيانات الفيلم (الإنجليزية)
- أوبري دولار على موقع كينوبويسك (الروسية)